# シング・アウト (日本のバンド)
シング・アウトとは、1969年に結成された日本のコーラス・アンド・インストゥルメンタル・グループ。
NHK総合テレビジョンの音楽番組『ステージ101』にヤング101のメンバーとして出演し、デビュー曲の「涙をこえて」を番組オリジナルソングとして披露したことで知られる。

## メンバー
以下、メンバーを日本人とアメリカ人に分けて、各々を名字の五十音順に列記する。在籍期間は様々である。
- 池田美和（トランペット）
- 石川セリ（ボーカル）
- 江崎和子（ボーカル）
- 小林善美（トランペット）
- 惣領泰則（ギター）
- 中岡淑子（ボーカル）
- 原田時芳（ベース・ギター）
- 樋口康雄（キーボード）
- 宮口森也（トランペット）
- 向山照愛（ドラムス）
- ウィリアム・クラッチフィールド（トロンボーン）
- ケリー・コア（ボーカル）
- リディア（ボーカル）

1969年初春の結成時のメンバーは、池田美和、江崎和子、惣領泰則、中岡淑子、原田時芳、宮口森也、向山照愛、ウィリアム・クラッチフィールド、ケリー・コアの8名。
石川セリを除くメンバーは、1970年1月10日に放送が始まったステージ101にヤング101のメンバーとしてレギュラー出演した。
アルバム『愛のつばさをーシング・アウトの旅ー』（1970年）発表時のメンバーは、池田美和、江崎和子、小林善美、惣領泰則、原田時芳、樋口康雄、宮口森也、向山照愛、ウィリアム・クラッチフィールド、リディアの10名。

## 略歴
1960年代半ば、道徳再武装（Moral Re-Armament、略称MRA）の日本支部の音楽ディレクターだったロビー和田は、モダン・フォーク・ブームに乗じてMRAのメンバー有志を集めて、大人数でフォーク・ソングを歌うレッツ・ゴーを編成した。
和田がマイク真木が結成したザ・マイクスに参加する為にMRAを去った後、レッツ・ゴーにいた惣領泰測や原田時芳ら日米混成のメンバー9名が、1969年初春にシング・アウトを結成した。彼らは、当時元麻布にあったMRA日本支部の本部に出入りして音楽活動をしていた高校生の樋口康雄を迎えて、NHKのオーディションに合格し、翌1970年から総合テレビジョンで放送が予定されていた新しい音楽番組『ステージ101』に出演することが決まった。シング・アウトに続いて、既にレコード・デビューしていたグループや歌手から無名の新人までがオーディションで集められ、ステージ101で歌い踊るレギュラー出演者となるヤング101が結成された。
シング・アウトを含めたヤング101のメンバーは、ステージ101の音楽監督に決まった中村八大をはじめ、NHKが招聘した一流の講師陣の下で、６月から番組開始までの約半年間、週4日間を歌、踊り、演劇のレッスンに費やした。シング・アウトは、その合い間を縫って、7月25日、ヤマハ音楽振興会が開催した音楽コンクール『第1回合歓ポピュラーフェスティバル'69』に出場して新曲「涙をこえて」を披露した。かぜ耕士が作詞して中村が作曲した同曲は作曲グランプリを受賞し、11月にはシング・アウトのデビュー・シングルとしてRCAから発表された。
翌1970年1月10日、ステージ101の放送が始まった。シング・アウトはヤング101のメンバーとしてレギュラー出演して、「涙をこえて」を番組オリジナルソングとして披露した。メンバーは、池田美和、江崎和子、惣領泰則、中岡淑子、原田時芳、樋口康雄、宮口森也、向山照愛、ウィリアム・クラッチフィールド、ケリー・コア。数か月後にメンバーの数人がヤング101を卒業したので、彼らは小林善美、リディアを迎えて番組出演を続けた。一方、シング・アウト名義でシングル「愛のつばさを」、「ピコの旅」、アルバム『愛のつばさをーシング・アウトの旅ー』を発表した。
1971年4月3日、樋口を除くメンバー全員がヤング101を卒業。同時にシング・アウトは活動を停止して、自然消滅した。
2023年3月22日、原田時芳の訃報がもたらされた。原田はクマ原田の名前で、セッション・ミュージシャンとして、長年に渡って国内外の数多くの著名なミュージシャンと共演した。

## ディスコグラフィ

### シングル
| レコード会社 規格品番 発売日 | 面 | 曲名                 | 作詞     | 作曲     | 編曲     |
| ---------------------------- | -- | -------------------- | -------- | -------- | -------- |
| RCA JRT-1044 '69年11月       | A  | 涙をこえて           | かぜ耕士 | 中村八大 | 中村八大 |
| RCA JRT-1044 '69年11月       | B  | 朝日の中でさようなら | かぜ耕士 | 中村八大 | 中村八大 |
| RCA JRT-1074 '70年5月        | A  | 愛のつばさを         | かぜ耕士 | 中村八大 | 中村八大 |
| RCA JRT-1074 '70年5月        | B  | ハッピー・ソング     | かぜ耕士 | 中村八大 | 中村八大 |
| RCA JRT-1101 '70年8月        | A  | ピコの旅             | 樋口康雄 | 樋口康雄 | 川口真   |
| RCA JRT-1101 '70年8月        | B  | ぼくは雲じゃない     | かぜ耕士 | 樋口康雄 | 前田憲男 |

### アルバム
- 『愛のつばさをーシング・アウトの旅ー』（RCA、JRS7085）1970年

| #  | タイトル                             | 作詞               | 作曲               | 編曲       | 名義                         |
| -- | ------------------------------------ | ------------------ | ------------------ | ---------- | ---------------------------- |
| 1. | 「愛のつばさを」                     | かぜ耕士           | 中村八大           | 中村八大   | シング・アウト               |
| 2. | 「ヴィーナス (Venus)」               | R. V. Leeuwen      | R. V. Leeuwen      | 馬飼野俊一 | ピコとシング・アウト         |
| 3. | 「涙をこえて」                       | かぜ耕士           | 中村八大           | 中村八大   | シング・アウト               |
| 4. | 「プラウド・メアリー (Proud Marry)」 | J. C. Fogerty      | J. C. Fogerty      | 川口 真    | ビルとシング・アウト         |
| 5. | 「ハッピー・ソング」                 | かぜ耕士           | 中村八大           | 中村八大   | シング・アウト               |
| 6. | 「ノー・タイム (No Time)」           | Bachman - Cummings | Bachman - Cummings | 馬飼野俊一 | クマ原田とシング・アウト     |
| 7. | 「朝日の中でさようなら」             | かぜ耕士           | 中村八大           | 中村八大   | ビルとイケダとシング・アウト |

| #  | タイトル                                                                        | 作詞                              | 作曲                              | 編曲       | 名義                             |
| -- | ------------------------------------------------------------------------------- | --------------------------------- | --------------------------------- | ---------- | -------------------------------- |
| 1. | 「ピコの旅」                                                                    | 樋口康雄                          | 樋口康雄                          | 川口 真    | ピコとシング・アウト             |
| 2. | 「ハッピー・トゥゲザー (Happy Together)」                                       | A. L. Gordon - G. Bonner          | A. L. Gordon - G. Bonner          | 川口 真    | リディアとイケダとシング・アウト |
| 3. | 「アクエリアス～レット・ザ・サンシャイン・イン (Aquarius~Let The Sunshine In)」 | J. Rado - G. Ragni - G. MacDermot | J. Rado - G. Ragni - G. MacDermot | 馬飼野俊一 | リディアとエミとシング・アウト   |
| 4. | 「東へ東へ」                                                                    | 阿久 悠                           | 阿久 悠                           | 川口 真    | シング・アウト                   |
| 5. | 「グッド・モーニング・スターシャイン (Good Morning Starshine)」                 | J. Rado - G. Ragni - G. MacDermot | J. Rado - G. Ragni - G. MacDermot | クニ河内   | リディアとエミとシング・アウト   |
| 6. | 「退屈」                                                                        | 惣領泰則                          | 惣領泰則                          | 前田憲男   | シング・アウト                   |
| 7. | 「ニュー・ディメンション (New Dimension)」                                      | F. Fator - M. Delaney - J. Tracy  | F. Fator - M. Delaney - J. Tracy  | クニ河内   | シング・アウト                   |

### CD
- 愛のつばさをーシング・アウトの旅ー（BMG、BVCK3708）2001年

| #   | タイトル                                                                        | 作詞                              | 作曲                              | 編曲       | 名義                             |
| --- | ------------------------------------------------------------------------------- | --------------------------------- | --------------------------------- | ---------- | -------------------------------- |
| 1.  | 「愛のつばさを」                                                                | かぜ耕士                          | 中村八大                          | 中村八大   | シング・アウト                   |
| 2.  | 「ヴィーナス (Venus)」                                                          | R. V. Leeuwen                     | R. V. Leeuwen                     | 馬飼野俊一 | ピコとシング・アウト             |
| 3.  | 「涙をこえて」                                                                  | かぜ耕士                          | 中村八大                          | 中村八大   | シング・アウト                   |
| 4.  | 「プラウド・メアリー (Proud Marry)」                                            | J. C. Fogerty                     | J. C. Fogerty                     | 川口 真    | ビルとシング・アウト             |
| 5.  | 「ハッピー・ソング」                                                            | かぜ耕士                          | 中村八大                          | 中村八大   | シング・アウト                   |
| 6.  | 「ノー・タイム (No Time)」                                                      | Bachman - Cummings                | Bachman - Cummings                | 馬飼野俊一 | クマ原田とシング・アウト         |
| 7.  | 「朝日の中でさようなら」                                                        | かぜ耕士                          | 中村八大                          | 中村八大   | ビルとイケダとシング・アウト     |
| 8.  | 「ピコの旅」                                                                    | 樋口康雄                          | 樋口康雄                          | 川口 真    | ピコとシング・アウト             |
| 9.  | 「ハッピー・トゥゲザー (Happy Together)」                                       | A. L. Gordon - G. Bonner          | A. L. Gordon - G. Bonner          | 川口 真    | リディアとイケダとシング・アウト |
| 10. | 「アクエリアス～レット・ザ・サンシャイン・イン (Aquarius~Let The Sunshine In)」 | J. Rado - G. Ragni - G. MacDermot | J. Rado - G. Ragni - G. MacDermot | 馬飼野俊一 | リディアとエミとシング・アウト   |
| 11. | 「東へ東へ」                                                                    | 阿久 悠                           | 阿久 悠                           | 川口 真    | シング・アウト                   |
| 12. | 「グッド・モーニング・スターシャイン (Good Morning Starshine)」                 | J. Rado - G. Ragni - G. MacDermot | J. Rado - G. Ragni - G. MacDermot | クニ河内   | リディアとエミとシング・アウト   |
| 13. | 「退屈」                                                                        | 惣領泰則                          | 惣領泰則                          | 前田憲男   | シング・アウト                   |
| 14. | 「ニュー・ディメンション (New Dimension)」                                      | F. Fator - M. Delaney - J. Tracy  | F. Fator - M. Delaney - J. Tracy  | クニ河内   | シング・アウト                   |
| 15. | 「ぼくは雲じゃない」(ボーナス・トラック)                                        | かぜ耕士                          | 樋口康雄                          | 前田憲男   | シング・アウト                   |
| 16. | 「ヤッポン」(ボーナス・トラック)                                                | 井上頌一                          | 中村八大                          | 中村八大   | シング・アウト                   |
| 17. | 「コカ・コーラの歌」(ボーナス・トラック)                                        | なかにし礼                        | 鈴木邦彦                          | 松本 浩    | シング・アウト                   |
| 18. | 「サークル・オブ・ブルー (Circle of Blue)」(ボーナス・トラック)                 | Barkan - Adams（高見 一）         | Barkan - Adams                    |            | ピコとアーチー・フレンズ         |
| 19. | 「バン・シャガ・ラン (Bang-Shang-A-Lang)」(ボーナス・トラック)                  | J. Barry（高見 一）               | J. Barry                          |            | ピコとアーチー・フレンズ         |
| 20. | 「それがあの娘 (Catchin' Up On Fun)」(ボーナス・トラック)                       | Adams - Barkan（高見 一）         | Adams - Barkan                    |            | ピコとアーチー・フレンズ         |
| 21. | 「ボーイズ・アンド・ガールズ (Boys and Girls)」(ボーナス・トラック)             | J. Barry（高見 一）               | J. Barry                          |            | ピコとアーチー・フレンズ         |

- GOLDEN☆BEST / ステージ101 ヤング青春の日々（Sony Music House MHCL240-1）－「涙をこえて（ライブ）」[注釈 7]収録